# Biblioteca Popular Hugo Marcelo Berbel
La Biblioteca Popular Hugo Marcelo Berbel fue fundada el 2 de junio de 1993, por un grupo de vecinos del Barrio Villa Florencia de la ciudad de Neuquén, provincia homónima, luego de encontrarse en varias actividades desarrolladas por la Comisión Vecinal del barrio. Notando que compartían la misma inquietud y compromiso social, conformaron la primera Comisión Directiva de la Biblioteca y empiezan los trámites para su oficialización y formalización administrativa. Debe su nombre a Marcelo "Chelito" Berbel que fue un cantautor, compositor y autor argentino, 
Como toda biblioteca popular  toma la forma legal de asociación civil sin fines de lucro y la integran estas personas que son quienes delinean camino, imaginan su desarrollo y le dan la estructura que le permita crecer con seguridad. El trabajo de estas personas que la llevan adelante es una tarea ad honorem.

## Primera Comisión Directiva
Presidente: Mercedes Z. Rodríguez 
Vice – Presidente: Mario G. Oré 
Secretaria: Graciela B. Zuñiega 
Prosecretaria: Graciela Mendes 

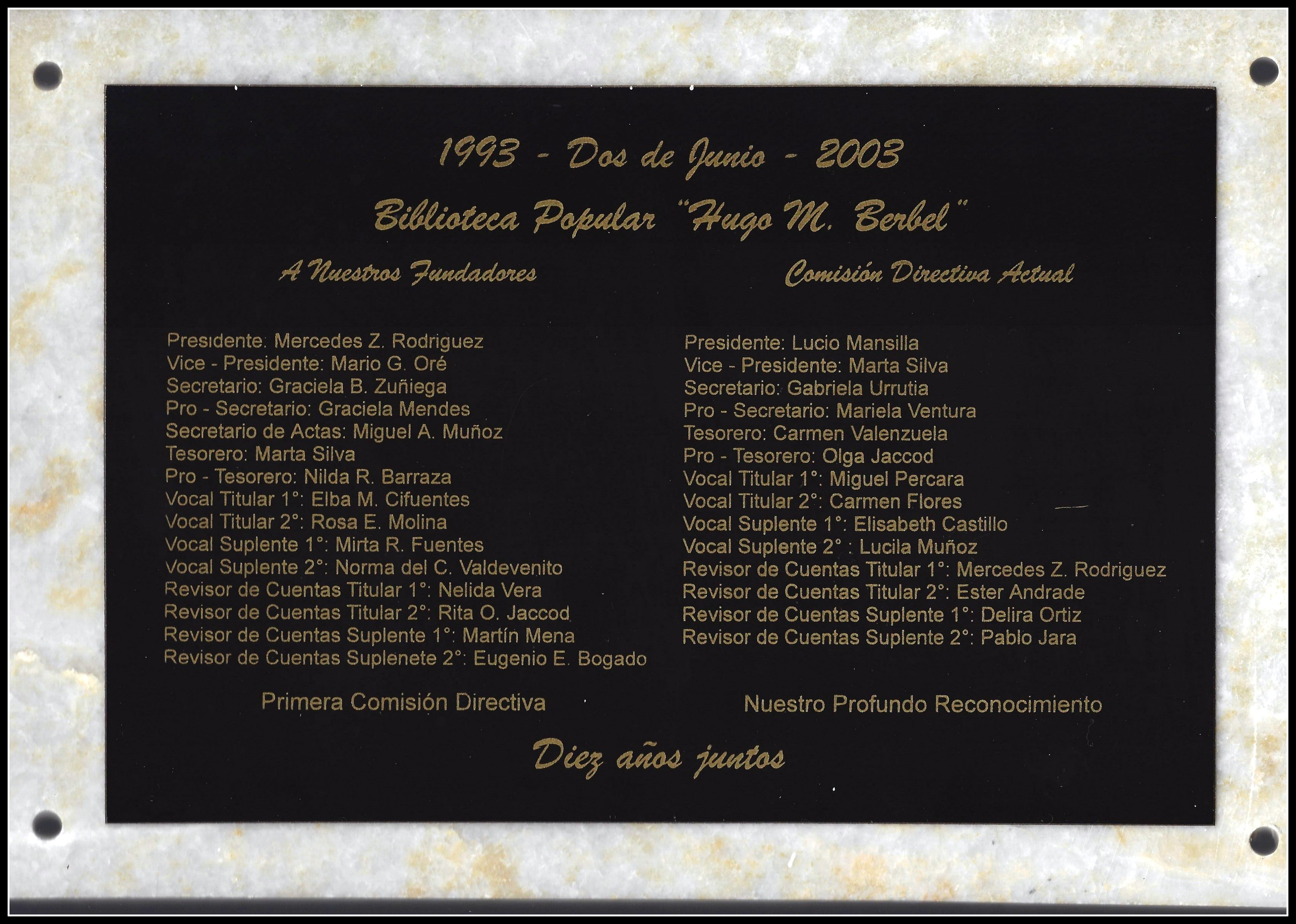
Placa Conmemorativa 10.º Aniversario

Secretario de Actas: Miguel A. Muñoz 
Tesorera: Marta Silva 
Protesorera: Nilda R. Barraza 
Vocal Titular 1°: Elba M. Cifuentes 
Vocal Titular 2°: Rosa E. Molina 
Vocal Suplente 1°: Mirta R. Fuentes 
Vocal Suplente 2°: Norma del C. Valdevenito 
Revisora de Cuentas Titular 1°: Nelida Vera
Revisora de Cuentas Titular 2°: Rita O. Jaccod. 
Revisor de Cuentas Suplente 1°: Martín Mena 
Revisor de Cuentas Suplente 2°: Eugenio E. Bogado.
El mismo año de su creación luego de conformar su estatuto y organizar su comisión directiva, tal como lo indica la normativa vigente, es gestionada y le es otorgada, mediante decreto provincial, la Personería Jurídica N.º 2194/93. Luego de este reconocimiento oficial se tramita ante el Ministerio de Cultura de la Nación el reconocimiento de la Comisión Nacional de Bibliotecas Populares (CONABIP), (Comisión Nacional Protectora de Bibliotecas Populares) la que luego de cumplimentar las exigencias legales y administrativas le es otorgada bajo el número de Biblioteca Protegida N.º 3222.
Ese otorgamiento le posibilita el acceso a programas, subsidios, capacitaciones, envío de bibliografía y otros beneficios que se canalizan desde ese Ministerio de Cultura de la Nación a través de la CONABIP.

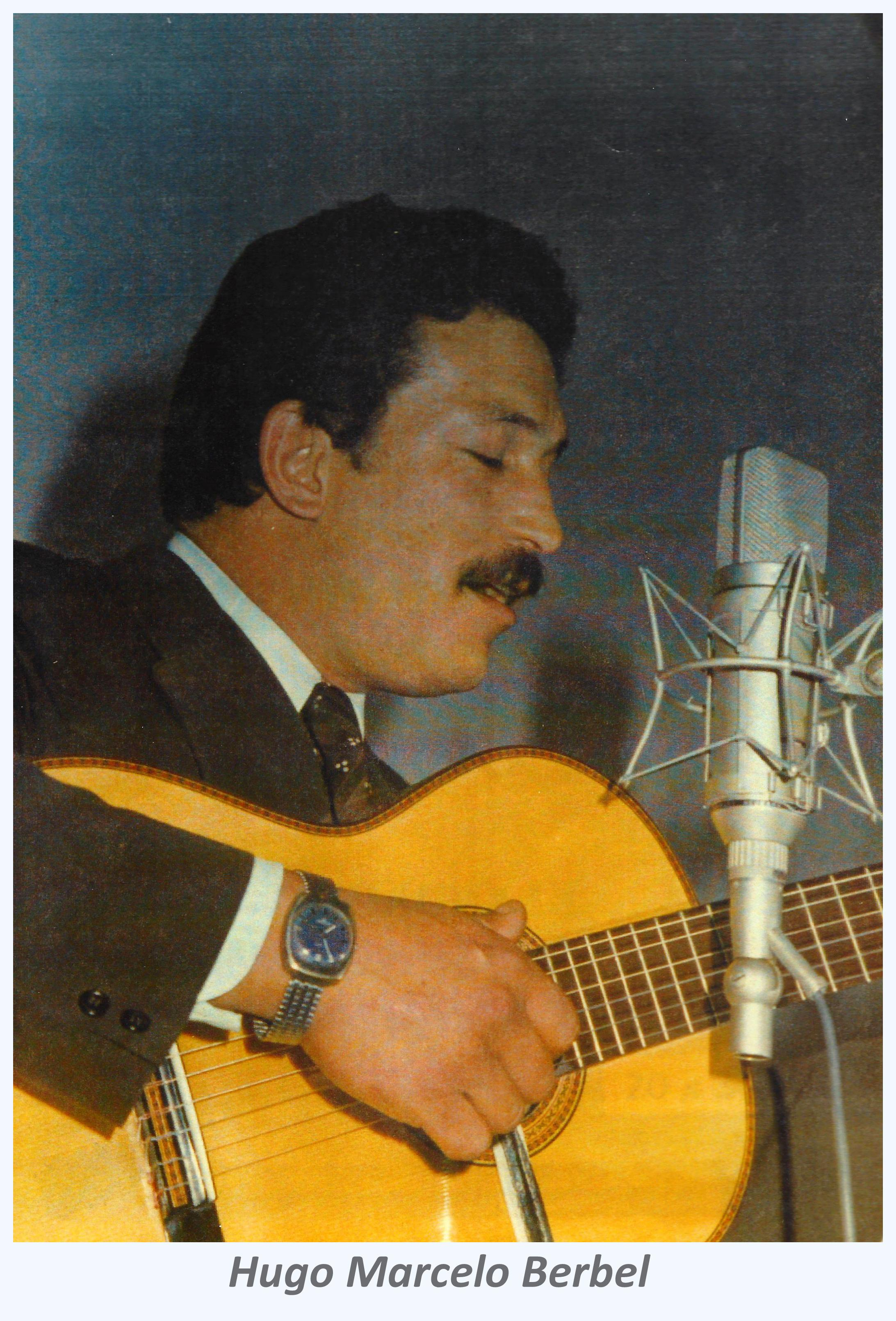
Hugo Marcelo Berbel

La elección del nombre fue dado en homenaje al cantautor neuquino Hugo Marcelo Berbel, nacido el 4 de marzo de 1950 en Covunco, provincia del Neuquén y fallecido el 14 de junio de 1992. 
Junto a su hermana Marité conformaron el dúo Los Hermanos Berbel, y fueron destacados exponentes de la música de la Patagonia. Con sus letras y ritmos - tan representativos de la provincia del Neuquén- difundieron la poesía de su padre Marcelo Berbel, una de cuyas canciones es en la actualidad el Himno Provincial (enlace roto disponible en Internet Archive; véase el historial, la primera versión y la última)..

### Objetivos y servicios
Como fuera plasmado en su Estatuto en su artículo N.º 2° sus propósitos son: “estimular el buen gusto por la lectura, fomentando en los niños y jóvenes del barrio hábitos de consulta bibliográfica como apoyatura para sus estudios y brindar un ámbito adecuado para la realización de los trabajos escolares, préstamos de libros y actividades de interés comunitario y cultural.” 
El objetivo de la institución es brindar un espacio para consulta en sala, préstamos de libros a domicilio y actividades culturales y sociales que hacen a la promoción sociocultural y la educación permanente de la comunidad. 
En ese sentido, lo más destacado es brindar un espacio de contención social en el que se puedan canalizar las inquietudes culturales de la comunidad de usuarios, de su zona de influencia y por añadidura de la sociedad en general, abriendo sus puertas y ofreciendo su estructura tanto edilicia como administrativa para llevar adelante, fomentar, impulsar y potenciar las ideas que puedan emerger de los vecinos. 
Con respecto a lo antes mencionado es frecuente el trabajo en conjunto con las escuelas de la zona y el acompañamiento a los distintos programas educativos, acercándoles las novedades bibliográficas e informar de los servicios, horario de atención y actividades que desarrolla la Biblioteca. Esto sin descuidar al vecino, al usuario potencial de la biblioteca, a aquel que sin estar en una escolarización formal o siguiendo estudios terciarios o universitarios, tiene el placer de leer como costumbre, por recreación o siente la necesidad de satisfacer una curiosidad particular sobre alguna temática de interés.
Como las bibliotecas actuales en general ha ido mutando su colección su contenido y el material que las integra. Su fondo documental se compone de material bibliográfico de estudios tradicionales e incorporados mediante relevamientos formales en los centros educativos del área de influencia. 
Asimismo cuenta con obras de recreación y esparcimiento, libros curiosos o novedosos por su edición, simples historietas, complejos y específicos materiales de estudios superiores y también se están incorporando CD- room, enciclopedias virtuales, láminas educativas, juegos de mesa y libros virtuales o digitales. Cuenta con apoyatura escolar y servicio de Internet que siempre se brinda con el valor agregado de la asistencia en la búsqueda, al contar el bibliotecario con la estrategia y las herramientas necesarias para poder dar la información pertinente y segura en cuanto a su autoridad y veracidad, sabiendo que la red es un maremagnun de datos sin la correcta verificación en algunos casos.
Su Fondo documental se compone de: 8000 Unidades 
La cantidad de Socios activos: 100 Personas

### Otras actividades desarrolladas
Como institución generadora de diferentes espacios se han desarrollado los siguientes talleres: Apoyo escolar, cursos de informática, Charlas: Educación sexual para adolescentes; encuentros de jóvenes con la biblioteca y la capilla “cristo resucitado”, higiene bucal con Centro de Salud; grupos de lecturas críticas sobre libros seleccionados; Plan de finalización de estudios primarios para adultos. Programa Interamericano de Información de Infancia y Adolescencia.

#### Feria del Libro
Todos los años integrantes de su comisión directiva y el/la bibliotecaria de la institución participan de la Feria Internacional del Libro de Buenos Aires formando parte del contingente que organiza la Federación Provincial de Bibliotecas Populares. El cual -gestionado desde el voluntariado- participa de talleres, charlas, intercambio de experiencias con bibliotecas de todo el país, además se realiza la adquisición de material bibliográfico al cincuenta por ciento de su valor de mercado. Todo esto en el marco de una actividad que organiza la Comisión Nacional Protectora de Bibliotecas Populares (Conabip).

### Programas desarrollados

#### Servicio Información ciudadana
Creación de una base de datos como un nuevo servicio de consulta para brindar a toda la comunidad. Contenido: Preguntas y respuestas sobre los derechos fundamentales de la ciudadanía y sobre los mecanismos de ejercicio disponibles. Instituciones responsables y sus datos de contacto y atención. Normativas vigentes. “Información de Infancia y Adolescencia”

#### Navegar seguro
El programa navegar seguro, es un programa de concientización sobre el uso racional de las nuevas tecnologías, se llevan adelante charlas con niños y adultos, mostrando ventajas y riesgos del uso de nuevas tecnologías. Se entrega material promocional. Participantes: Biblioteca Popular Hugo Berbel y Grupo Scout Carlos de Foucauld. Esta experiencia mereció el premio a los mejores proyectos 2010 del programa Información Ciudadana de Conabip.
Premio CONABIP 2010 y Conabip - mejores proyectos.
La actividad se replica desde hace casi 10 años en distintos espacios, en 2015 fue desarrollada en conjunto con la Municipalidad de la ciudad de Neuquén, y contó con la participación de alumnos de la escuela N.º 74 del barrio Bouquet Roldán. “El intercambio con los chicos es muy importante porque esta nueva generación es la que más contacto tiene con las redes virtuales”, explicó el subsecretario de Gobierno, Andrés Ros.

### Comisión Directiva actual
La Comisión Directiva actual, electa en Asamblea General Ordinaria, está compuesta por las siguientes personas: 
- Presidente: Miguel Ángel Savone
- Vicepresidenta: Marta Silva de Vásquez
- Secretario: Lucio Mansilla
- Tesorera: Olga Jacood

### Datos útiles
- Dirección: Puente del Inca 960 – Barrio Villa Florencia. Neuquén, provincia de Neuquén
- Teléfono: (54) (0299) 447-1523
- Horario: 9 a 13 y de 16 a 19.
- Facebook oficial Biblioteca Popular Hugo Marcelo Berbel
- Catálogo en línea Biblioteca Popular Hugo Marcelo Berbel

## Galería

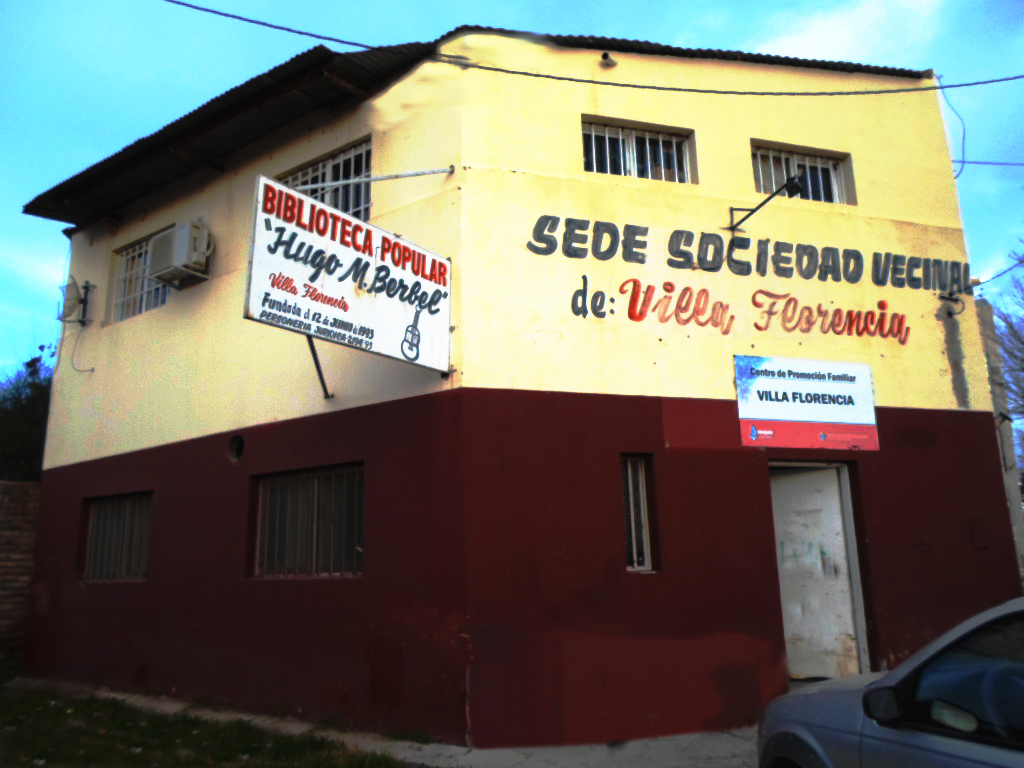
Vista frente de edificio.
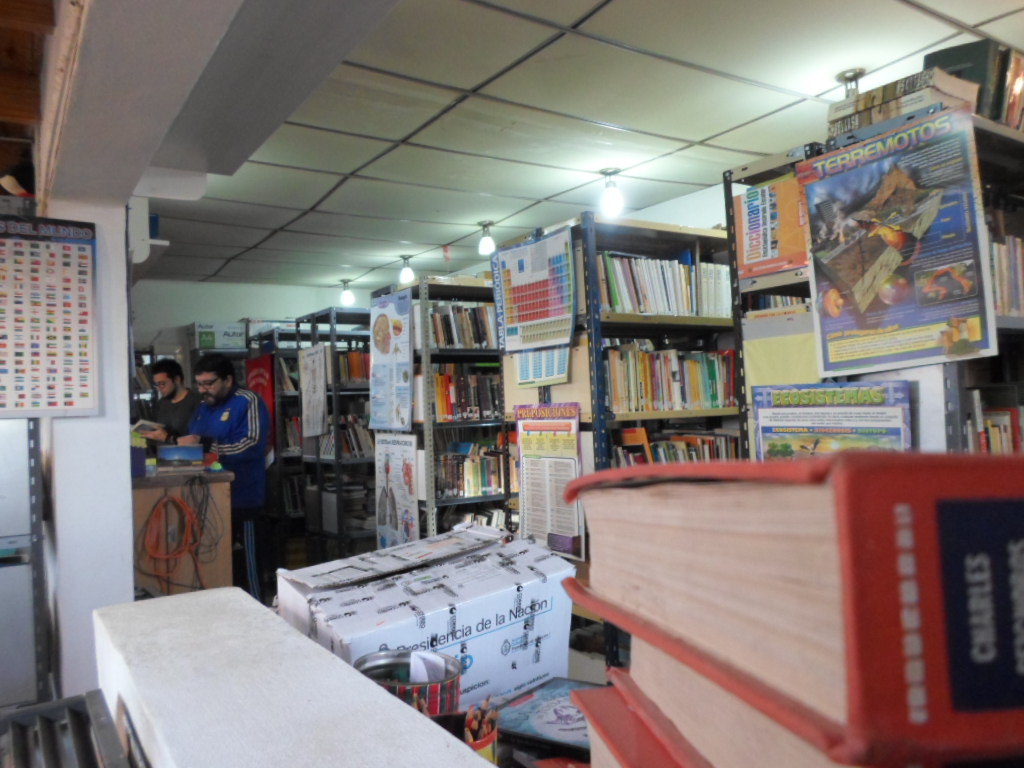
Vista Fondo documental.
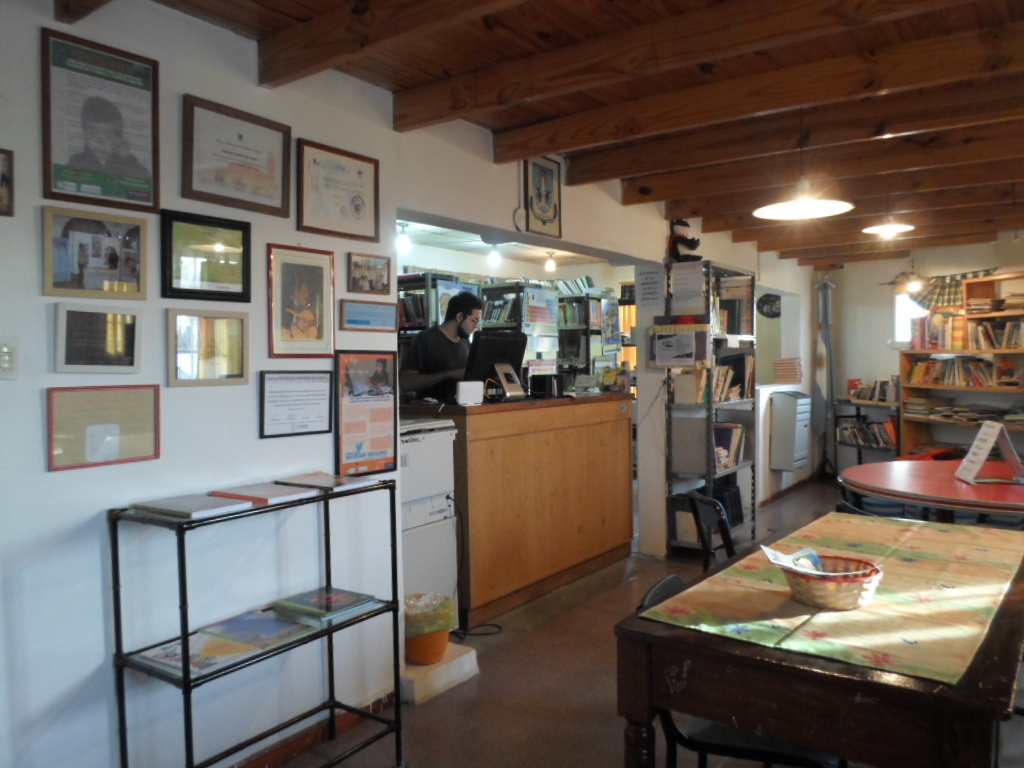
Vista Sala de consulta.